# Mesnil-Saint-Laurent
Mesnil-Saint-Laurent – miejscowość i gmina we Francji, w regionie Hauts-de-France, w departamencie Aisne.
Według danych na styczeń 2014 roku gminę zamieszkiwało 471 osób, a gęstość zaludnienia wynosiła 86,6 osób/km².